# Tursan
Pour le vin, voir Tursan (AOC).
Pour les articles homonymes, voir Tursan (homonymie).
Le Tursan est un terroir appartenant au pays de l'Adour landais, dans le département français des Landes en région Nouvelle-Aquitaine.

## Géographie

### Localisation
Appartenant à l'ancienne province de Gascogne, le Tursan se situe en retrait de la côte et de la vaste forêt de pins. Encaissé dans le sud-est du département, il offre un paysage vert et vallonné où pousse le maïs qui sert à engraisser oies et canards.
Le Tursan est principalement situé au sud de l'Adour ; il est bordé au nord par les Petites Landes, à l'ouest par la Chalosse, au sud par le Béarn, et à l'est par l'Armagnac (Bas-Armagnac).
Avant la Révolution française, ce terroir s'étendait plus au sud, sur une dizaine de communes du Soubestre (autour d'Arzacq-Arraziguet), qui ont été rattachées en 1790 au département des Basses-Pyrénées. 
Dans son Dictionnaire Topographique Béarn Pays basque, Paul Raymond mentionne les communes suivantes : Poursiugues-Boucoue (fusion le 14 juin 1841, Boueilh-Boueilho-Lasque (réunion en 1843) et Pouliacq. 

### Description
En 1651 Pierre Duval, carte à l'appui, décrit ainsi le pays dans Description de l'archiprêtré de Tursan (ou d'Urgons), diocèse d'Aire :

« Le païs de Theursan avoisine le Bearn où pour l’ordinaire on porte les vins qui se recüeillent en ce quartier, l'Adour n’y estant pas capable de porter batteaux pour les faire descendre à Bajonne. C’est chose assez remarquable que dans tout le Theursan on ne boit ordinairement que vins bien delicats, tant blancs que clairets. On y compte 40 Paroisses, qui ne font que 24 Cures. Les villes y sont en nombre de sept, Aire, Pimbou, Geaune, Büanes, Coudures, Castelnau, & Montgalhard. »

### Villes
Les villes principales sont : Aire-sur-l'Adour et la bastide de Geaune.
Outre les communes composant la communauté de communes du Tursan, d'autres villes ajoutent le nom à leur toponyme pour les différencier de villes homonymes peu éloignées ; par exemple Castelnau-Tursan (voir aussi « Castelnau »), ou Vielle-Tursan, qui se distingue ainsi de Vielle-Saint-Girons, Vielle-Soubiran (Landes), Vielle-Adour, Vielle-Aure et Vielle-Louron (Hautes-Pyrénées).

## Géologie
Le Tursan présente des sols argilo-calcaires sur formation Tertiaire de l'Éocène.

## Pèlerinage de Saint Jacques
Le Tursan est traversé par le principal chemin de pèlerinage qui mène jusqu'à Saint Jacques de Compostelle au départ du Puy-en-Velay : la Via Podiensis. Principales étapes :
- Aire-sur-l'Adour, et son église Sainte-Quitterie classée au patrimoine mondial de l'Unesco ;
- Miramont-Sensacq ;
- Pimbo, et sa collégiale Saint-Barthélemy.

## Toponymie
Du nom du fleuve Adour (antique Aturus, médiéval Aturris, puis Ador en 1241) dérivent les noms respectifs du Tursan (pagus aturensis ou Civitas Aturrensium dans la Notice des provinces) et de la ville d'Aire-sur-l'Adour.

## Histoire

### Protohistoire
Pour un article plus général, voir Sites mégalithiques des Landes.
Tumulus de Vielle-Aubagnan
Au début du XXe siècle le plateau du Tursan est, dit G. Fabre, « couvert de tumulus ». Quelques-uns ont été explorés par Pierre-Eudoxe Dubalen et son collègue M. Lummau qui lui succède dans les années 1920 au poste de conservateur du musée Dubalen de Mont-de-Marsan.
Les tumulus de Vielle-Aubagnan, comme ils sont souvent nommés dans la littérature scientifique, sont sur Vielle-Tursan, proches d'Aubagnan. Ils ont été datés de la Tène (second âge du fer). L'un d'eux, exploré par Pierre-Eudoxe Dubalen en 1914, a livré les restes d'un casque portant des décorations celtiques, une trouvaille exceptionnelle dans la région ; et les vestiges de deux phiales portant chacune des inscriptions ibères, uniques dans le sud-ouest de la France (qui n'a fourni des inscriptions ibères que sur de très rares monnaies). Une partie des collections de P.-E. Dubalen se trouve au musée Dubalen à Mont-de-Marsan.
Mégalithes du Bahus
Le groupe de mégalithes du Bahus comporte des menhirs et des dolmens, dont le menhir gravé de Guillay à Larrivière et l'allée couverte de la pierre de Pithyé à Fargues. Ce groupe du Bahus se trouve sur un plateau de 130 d'altitude moyenne partagé, sur les communes de Buanes, Fargues, Classun, Larrivière et Montgaillard, entre l'Adour et le ruisseau du Bahus, affluent de rive gauche de l'Adour. Ce plateau a longtemps été couvert de landes, jusqu'au développement de la culture du maïs dans les années 1960 - et jusqu'aux grands remembrements des années 1960.
Lacajunte
Au sud, entre Thèze (Pyrénées-Atlantiques) et Lacajunte, le plateau forme un couloir étroit et la densité de tumulus y est importante ; les tertres y sont regroupés en nécropoles. De Lacajunte à Hagetmau le plateau s'élargit, les tumulus s'éparpillent et les nécropoles sont plus rares.
Ainsi à Lacajunte se trouve un site comprenant un grand tumulus isolé, haut d'environ 2 m encore en 1987 ; une nécropole de 7 tertres plus petits et presque arasés (en 1987) que les anciennes études nomment « de Fratis » ; et une mare fossile avec un déversoir emmenant l'eau au ruisseau du Lous.
Arboucave
À Arboucave en rebord de plateau, l'enceinte d'un site comprenant une petite nécropole et plusieurs tumulus est déjà complètement arasée en 1987. Ce site fait partie d'un ensemble de tumulus< dit « nébuleuse tumulaire d'Arboucave ».
Aux landes de Caraous, des parcelles contenant dix-sept tertres funéraires sont classées Monuments historiques depuis le 4 novembre 1971.
Les tumulus peuvent servir de sépultures ou d'habitations, parfois des deux à la fois avec la partie Est pavée servant d'habitat et la partie Ouest non pavée servant de sépulture.
F. Didierjean propose une hypothèse pour expliquer le choix des hauts de plateau pour l'établissement de tumulus : des landes couvrant les plateaux argilo-sableux auraient été des points d'attraction, notamment en regard des troupeaux qui pouvaient y paître et s'y abreuver aux mares. Robert Arambourou (1971) avait suggéré que les populations de la Protohistoire avaient un mode de vie semi-nomadique lié à un élevage transhumant ; les plateaux allongés auraient été utilisés comme des couloirs naturels divergeant vers les Landes à partir du plateau du Ger. Ces plateaux sont d'ailleurs parcourus par des pouges, très anciens chemins qui suivent les lignes de crête et évitent autant que possible le franchissement de vallées. Ainsi on trouve le chemin de la Pouge, qui va vers Saint-Sever en passant par Samadet ; et le chemin de Saint-Pé, qui rejoint l'Adour en aval d'Aire,. Mais cette hypothèse n'explique pas la dissémination des tumulus à certains endroits, et la continuation du chemin de la Pouge au-delà de Samadet n'est pas démontrée.

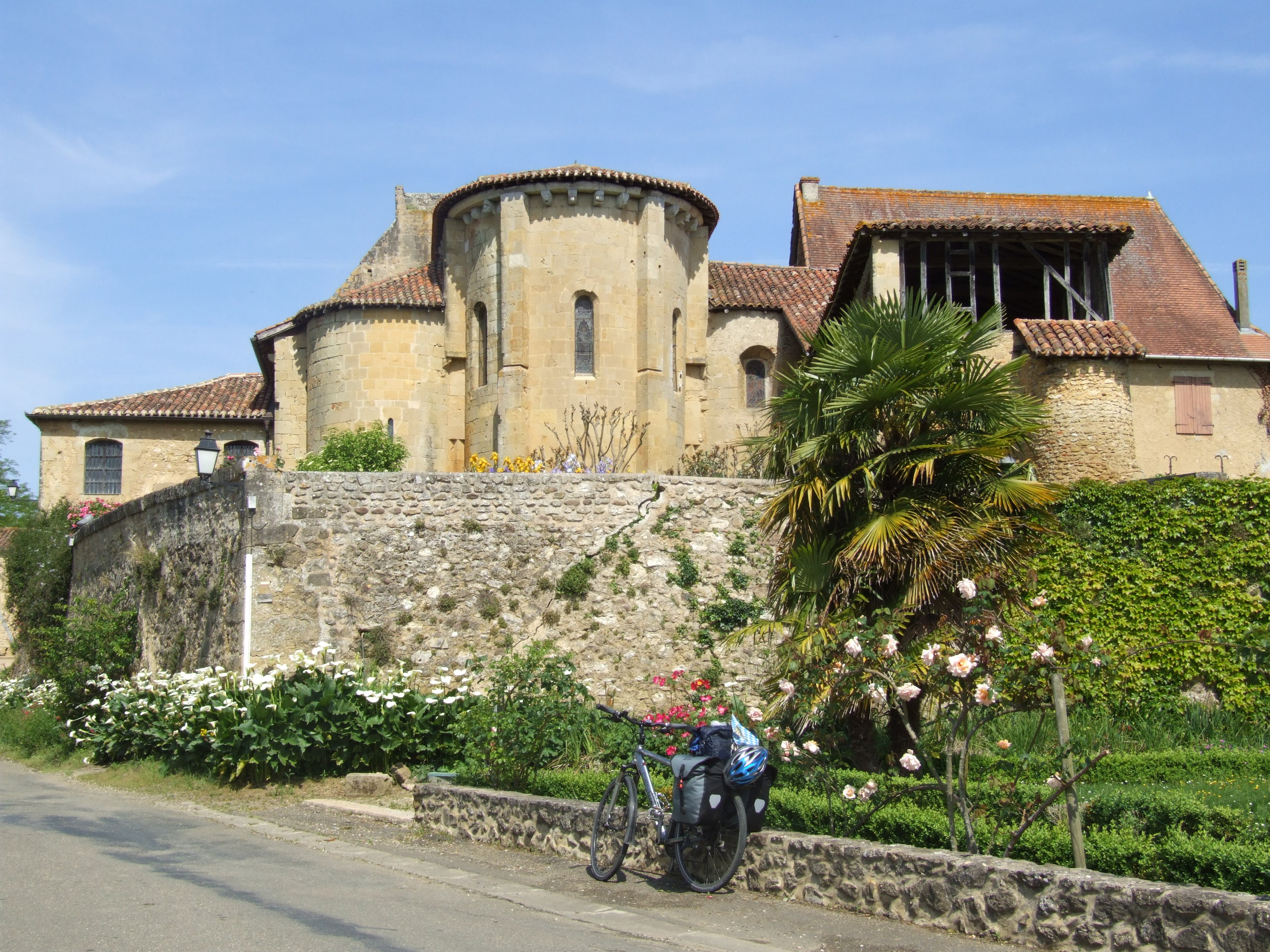
Collégiale Saint-Barthélemy de Pimbo

### Moyen Âge
Avant le XIVe siècle, le Tursan est une mosaïque de petites seigneuries
- soit ecclésiastiques : le chapitre d'Aire, la collégiale Saint-Barthélemy de Pimbo, l'abbaye de Saint-Loubouer ou la commanderie de Saint-Antoine de Golony
- soit laïques, les deux principales étant celles des familles de Miremont et de Castelnau.

La plupart de ces seigneuries relèvent directement du duc de Gascogne. Cependant aux XIe et XIIe siècles, les Miremont dominent le Tursan (ils apparaissent brièvement comme vicomtes de Miremont dans quelques actes, et certains auteurs les ont appelés à tort vicomtes de Tursan), mais sont vassaux du vicomte de Béarn.
Le Tursan reste par la suite dans la mouvance du Béarn. Dans un acte de 1390 de Gaston III de Foix-Béarn est mentionnée pour la première fois la vicomté de Tursan. Ce titre passe ensuite aux maisons de Grailly, d'Albret et de Bourbon. En 1607, le dernier vicomte de Tursan, Henri IV réunit la vicomté au domaine royal.

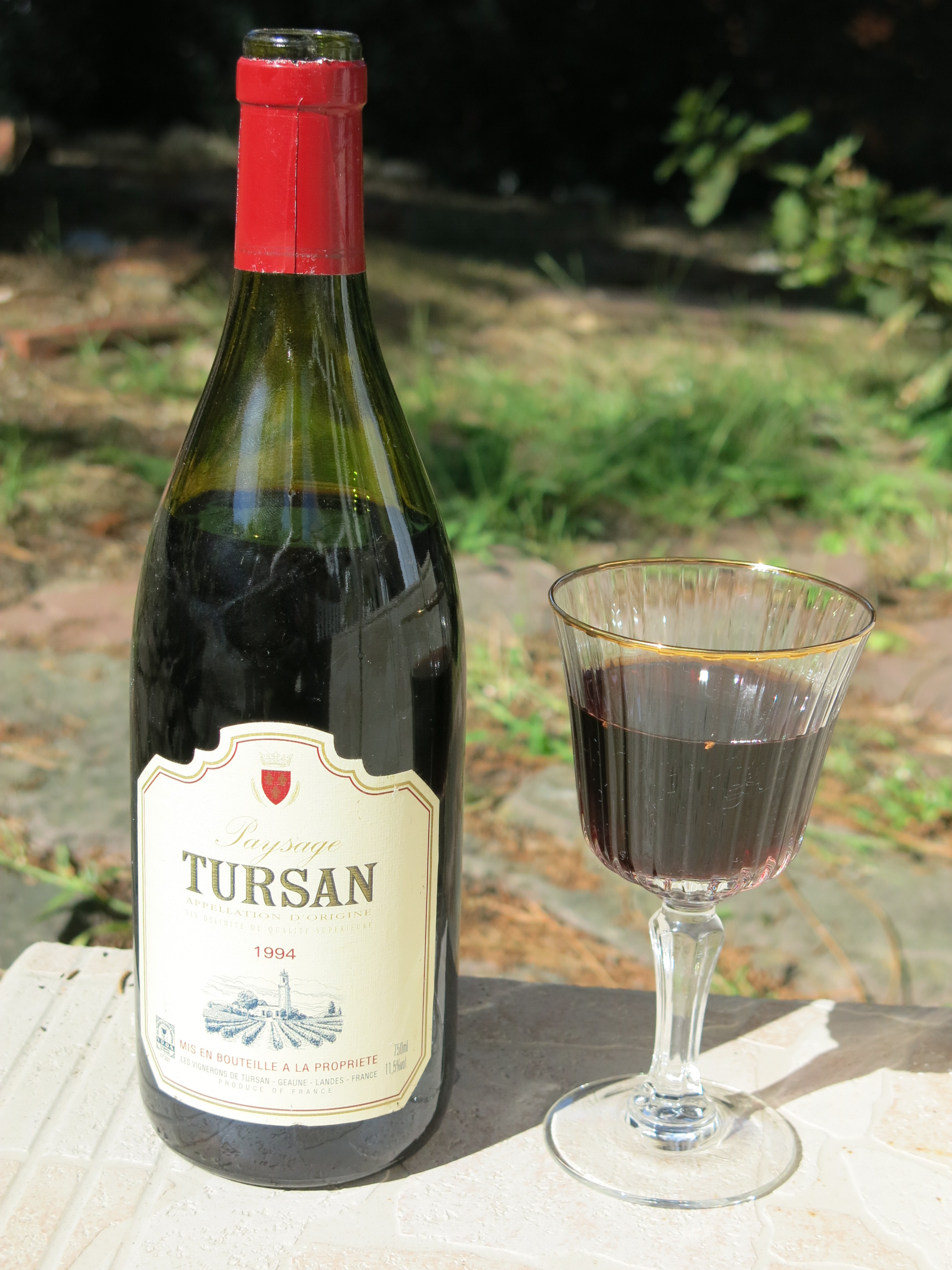
Vin de Tursan (1994)

## Vignoble
Le vignoble de Tursan (Appellation d'Origine Contrôlée) fait partie de vignoble et vins de Gascogne, y compris par les cépages. Il offre des vins rouges (tannat), des vins blancs secs (gros manseng et petit manseng), et des rosés.

## Thermalisme
Station thermale d'Eugénie-les-Bains, tenant son nom de l'impératrice Eugénie, épouse de Napoléon III. Le chef cuisinier Michel Guérard y a un restaurant.

## Musées
- Musée départemental de la faïence et des arts de la table

## Langues parlées
- français (langue officielle, parlée et comprise par l'ensemble de la population)
- gascon (langue vernaculaire, encore en usage dans les zones rurales).